# Liste der Biografien/Mone
Liste der Biografien |
Portal Biografien |
Personensuche
# |
A |
B |
C |
D |
E |
F |
G |
H |
I |
J |
K |
L |
M |
N |
O |
P |
Q |
R |
S |
T |
U |
V |
W |
X |
Y |
Z |
?
 
Ma |
Mb |
Mc |
Md |
Me |
Mf |
Mg |
Mh |
Mi |
Mj |
Mk |
Ml |
Mm |
Mn |
Mo |
Mp |
Mq |
Mr |
Ms |
Mt |
Mu |
Mv |
Mw |
Mx |
My |
Mz
 
Moa |
Mob |
Moc |
Mod |
Moe |
Mof |
Mog |
Moh |
Moi |
Moj |
Mok |
Mol |
Mom |
Mon |
Moo |
Mop |
Moq |
Mor |
Mos |
Mot |
Mou |
Mov |
Mow |
Mox |
Moy |
Moz
 
Mona |
Monb |
Monc |
Mond |
Mone |
Monf |
Mong |
Monh |
Moni |
Monj |
Monk |
Monl |
Monm |
Monn |
Mono |
Monr |
Mons |
Mont |
Monu |
Monv |
Mony |
Monz
Die Liste der Biografien führt alle Personen auf, die in der deutschsprachigen Wikipedia einen Artikel haben. Dieses ist eine Teilliste mit 61 Einträgen von Personen, deren Namen mit den Buchstaben „Mone“ beginnt.

## Mone
- Moné, amerikanische Pop- und House-Sängerin
- Mone, Franz Josef (1796–1871), deutscher Archivar, Urkundenforscher und Historiker
- Mone, Jean, flämischer Bildhauer
- Mone, John Aloysius (1929–2016), schottischer Geistlicher, römisch-katholischer Bischof von Paisley
- Moné, Mercedes (* 1992), US-amerikanische WrestlerinMercedes Moné (* 1992)

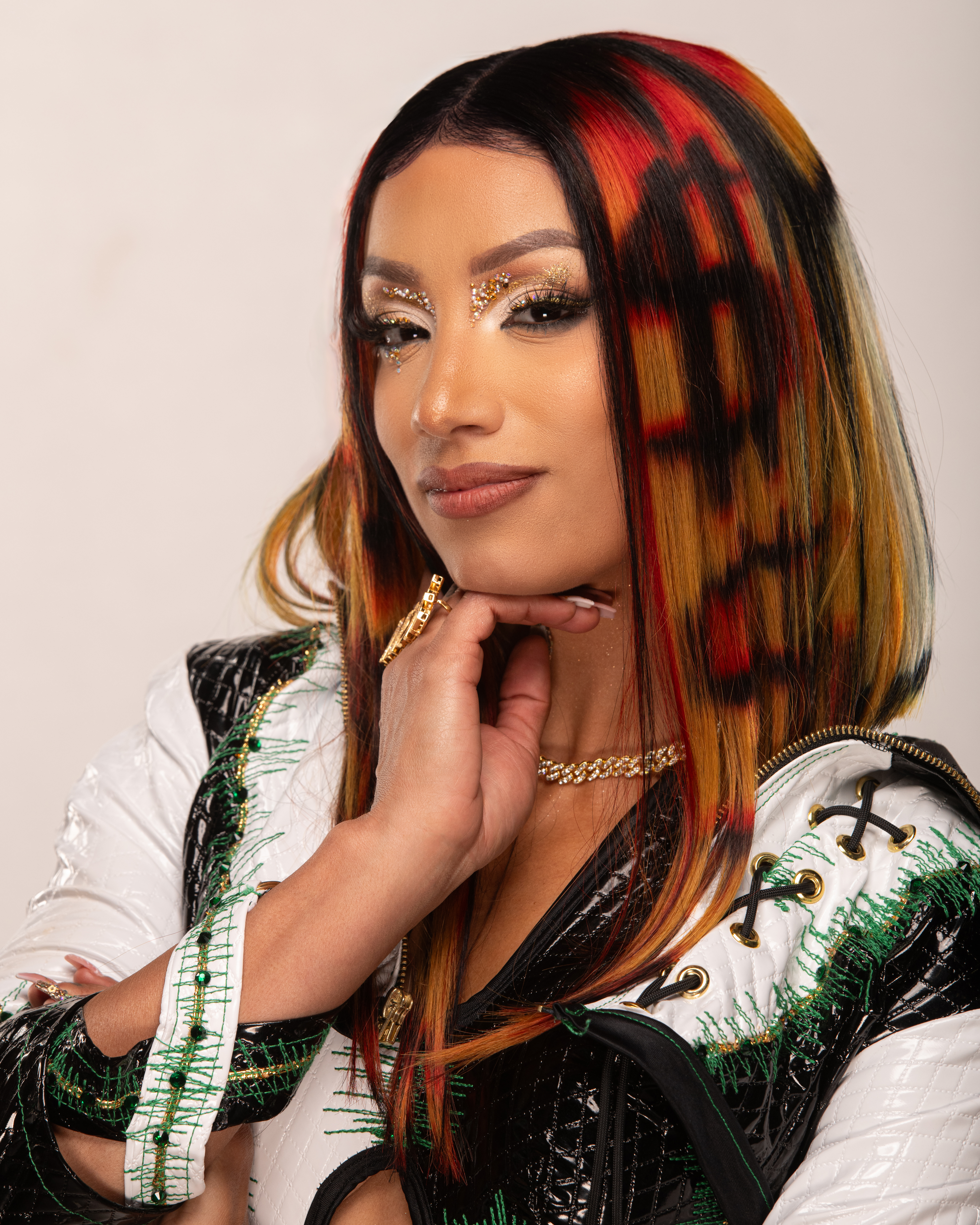
Mercedes Moné (* 1992)

- Mone, Michelle (* 1971), britische Geschäftsfrau und Life Peeress

### Monea
- Monea, Ion (1940–2011), rumänischer Boxer

### Moned
- Monedero, Juan Carlos (* 1963), spanischer Hochschullehrer, Politiker und Politologe

### Moneg
- Monegal, Casiano (1885–1944), uruguayischer Schriftsteller, Journalist und Politiker
- Monegario, Domenico, Doge von Venedig (756–764)
- Monegel, Hannelore (* 1949), deutsche Politikerin (SPD), MdL
- Moneghetti, Steve (* 1962), australischer Langstreckenläufer
- Monegro, Juan Bautista (1545–1621), spanischer Architekt und Bildhauer
- Monegundis von Tours († 570), fränkische Reklusin und Heilige

### Monel
- Monell, Robert (1787–1860), US-amerikanischer Jurist und Politiker

### Monen
- Monénembo, Tierno (* 1947), afrikanischer Lehrer und Autor

### Moneo
- Moneo, Rafael (* 1937), spanischer Architekt

### Moner
- Moner, Fernando (* 1967), argentinischer Fußballspieler

### Mones
- Mones, Álvaro (* 1942), uruguayischer Wirbeltierpaläontologe, Biologe und Wissenschaftshistoriker
- Mones, Ivar (* 1961), estnischer Radrennfahrer
- Monescillo y Viso, Antolín (1811–1897), spanischer Bischof und Kardinal
- Monese, Phetetso (* 1984), lesothischer Radrennfahrer
- Monesterolo, Sebastián (* 1983), argentinischer Fußballspieler
- Monestier, Jean (1930–1992), französischer Romanist und Okzitanist
- Monestime, Saint Firmin (1909–1977), kanadischer Arzt; Bürgermeister der Stadt Mattawa, Ontario; Erster Bürgermeister schwarzer Hautfarbe in Nordamerika

### Monet
- Monet, Bodine (* 2001), niederländische Sängerin
- Monet, Claude (1840–1926), französischer Maler des ImpressionismusClaude Monet (1840–1926)

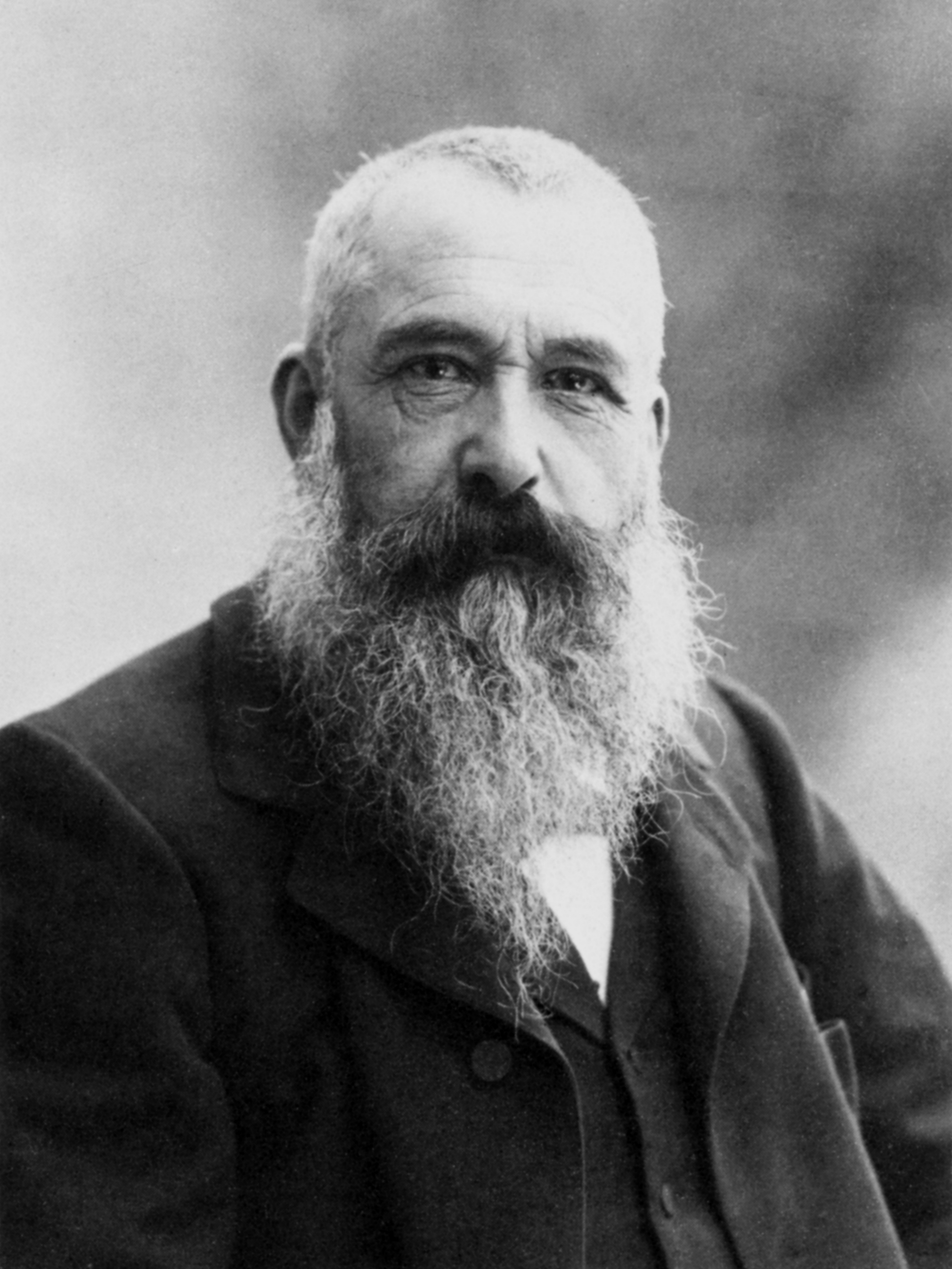
Claude Monet (1840–1926)

- Monet, Daniella (* 1989), US-amerikanische Schauspielerin
- Monet, Léon (1836–1917), französischer Chemiker, Unternehmer und Kunstsammler
- Monet, Michel (1878–1966), Sohn von Claude Monet und Mäzen
- Monet, Philibert (1566–1643), französischer Jesuit, Altphilologe, Romanist und Lexikograf
- Monét, Victoria (* 1993), US-amerikanische R&B-Sängerin und Songwriterin
- Monet192 (* 1997), Schweizer Rapper
- Moneta, Ernesto Teodoro (1833–1918), italienischer Publizist und Politiker, Friedensnobelpreisträger
- Moneta, Jakob (1914–2012), deutscher Journalist und Politiker (PDS)
- Monetarius, Nicolaus, Bürgermeister von Dresden
- Monetius Philogenes, Publius, römischer Vasenproduzent
- Monetotschka (* 1998), russische Singer-Songwriterin, Schauspielerin, Synchronsprecherin und Aktivistin
- Monett Díaz, Dagmar (* 1969), Informatikerin an der Hochschule für Wirtschaft und Recht, Berlin
- Monetta, Valentina (* 1975), san-marinesische Popsängerin
- Monette, Jean-François (* 1978), kanadischer Shorttracker
- Monette, Paul (1945–1995), US-amerikanischer Autor, Dichter und LGBT-Aktivist
- Monette, Richard (1944–2008), kanadischer Schauspieler und Regisseur
- Monette, Sarah (* 1974), US-amerikanische Autorin

### Money
- Money Boy (* 1981), österreichischer RapperMoney Boy (* 1981)

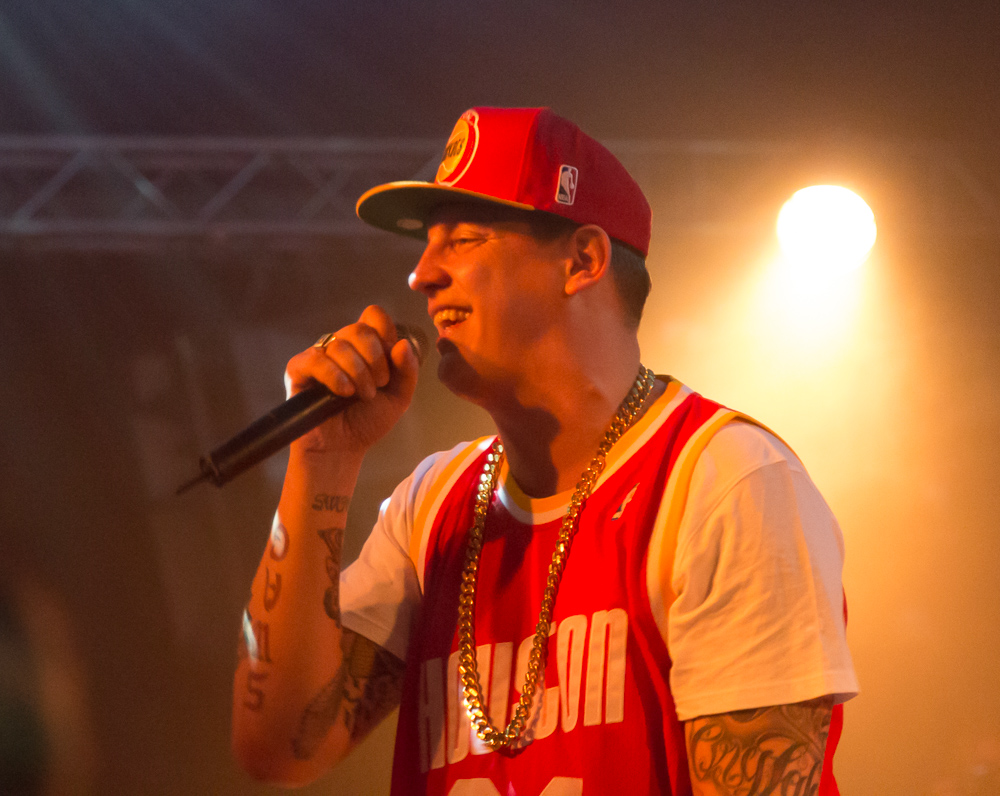
Money Boy (* 1981)

- Money, Campbell (* 1960), schottischer Fußballtorwart
- Money, Constance, US-amerikanische Pornodarstellerin
- Money, Curley (1925–2003), US-amerikanischer Country- und Rockabilly-Musiker
- Money, Eddie (1949–2019), US-amerikanischer Rocksänger
- Money, Funny van, deutsche Kulturwissenschaftlerin und Autorin
- Money, Hernando (1839–1912), US-amerikanischer Politiker
- Money, John (1921–2006), neuseeländischer klinischer Psychologe und SexualwissenschaftlerJohn Money (1921–2006)

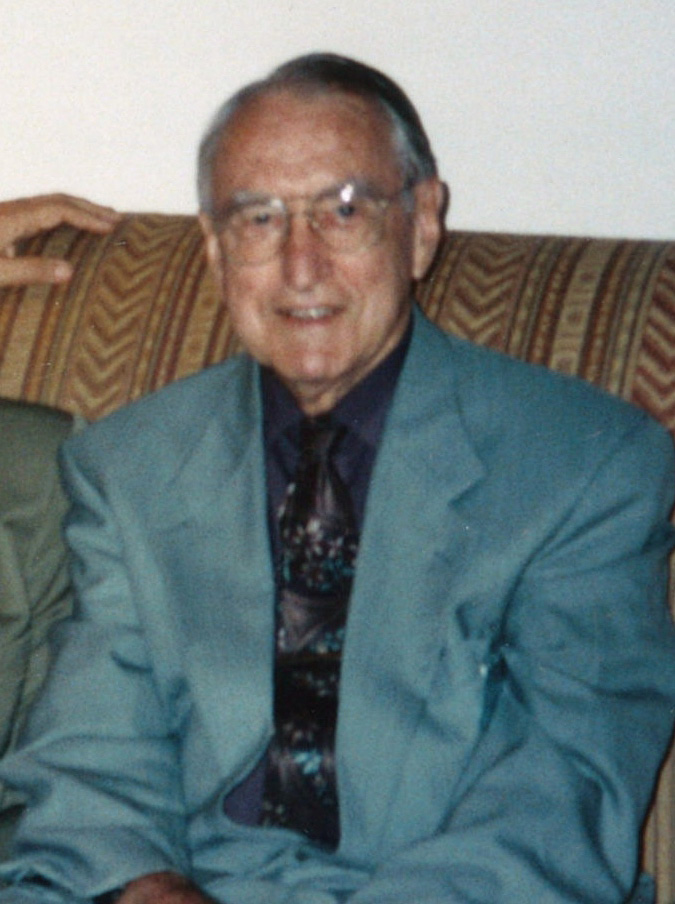
John Money (1921–2006)

- Money, Ken (1935–2023), kanadischer Hochspringer und Raumfahreranwärter
- Money, Richard (* 1955), englischer Fußballspieler und -trainer
- Money, Zoot (1942–2024), britischer Blues- und Rockmusiker (Hammondorgel, Keyboards, Gesang, Komposition)
- Money-Coutts, Hugo, 8. Baron Latymer (1926–2003), britischer Peer und Politiker (parteilos)
- Moneybagg Yo (* 1991), US-amerikanischer Rapper
- Moneybrother (* 1975), schwedischer Sänger
- Moneymaker, Chris (* 1975), US-amerikanischer Pokerspieler
- Moneymaker, Heidi (* 1978), US-amerikanische Stuntfrau
- Moneyron, Gérard (* 1948), französischer Radrennfahrer